# Fangbone!
A Fangbone! egy kanadai animációs sorozat, melyet a Radical Sheep Productions és a Pipeline Studios a DHX Mediával együttműködésben készített. A sorozatot először 2016. márciusban a Family Chrgd kezdték el vetíteni. A sorozat alapjául Michael Rex egyik könyve szolgált. A sorozat 2017. január 24-én ért véget.

## Cselekmény
Fangbone egy kilenc éves barbár harcos Skullbaniából, aki az Eastwood Elementary harmadik osztályába érkezett, hogy megmenthesse az ősei földjét Venomous Drooltól, egy hitvány gazembertől. Új, szerethető, normális, de ostoba pajtásával, Billel Fangbone túljár ellenfelei eszén, miközben felfedezi a modern világot és saját világának realitásait.

## Szereplők

### Főszereplők
- Fangbone  Taylor Abrahamse hangján) – Fangbone egy kilenc éves barbár Skullbaniából, aki egy mágikus ajtón keresztül egy félelmetes misszióra a Föld külső részeire érkezik. Taylor/Nathan szintén megszemélyesíti Fangbone időnként megjelenő előkészítős alteregóját, Fred Bone-t.
- Bill Goodwin (Colin Doyle hangján) — Bill lett Fangbone legjobb barátja. Bill egy olyan gyerek, akinek a furcsasága a csodafegyvere, és ő segít Fangbone-nak túlélni a földi életet.
- Venomous Drool (Juan Chioran hangján) — Venomous Drool az univerzum leggonoszabb varázslója. Drool elvesztette a nagylábujját – aminek gonosz varázsereje van – így elküldi a Mignonjait Fangbone-hoz, hogy szerezzék vissza.

### Mellékszereplők
- Ms. Gillian (Kathy Lasky hangján illetve a gonosz hangja a "Warbrute of Friendshipből" Juan Chioran hangján) — Ms. Gillian Bill és Fangbone tanára az iskola harmadik évfolyamán.
- Ms. Goodwin (Stacey DePass hangján) — Bill édesanyja lehet kedves és bolondos, de Bill és Fangbone mindig számíthat rá.
- Twinkle-Stick Winkle-Winkle-Stick-Kick (Mike Kiss hangján) — Ő a Mighty Lizard Clan egyik varázslója.

### Egyéb szereplők
- Mike Kiss — Grimeblade, Troll, Pigotaur, One-Eye
- Stacey DePass — Stacy, Eddy
- Denise Oliver — Patty, Selena, Ann, Egyéb hangok
- Matt Baram — Bruce igazgató, Robert, Dr. Smilebright, Janitor
- Ron Pardo — Clapperclaw, Narrátor, Short Leg, AxeBear, Helmet Troll, Lazy Troll, Dr. Toothsbane, Lord Goblin, Orc, Grimeblade, Clump, Clod
- Shemar Charles — Dibby (csak a bevezető epizódban)
- Cameron Ansell — Dibby (2. rész és azt követően)
- Kedar Brown — Hairfang
- Tony Daniels — Carl, Warwagon
- Mairi Babb — Melodica
- Stephen McHattie — Duck of Always
- Bryn McAuley — Cid
- Martin Roach — Stoneback
- Juan Chioran — Doctor
- Nicole Stamp — Ingrit
- Cory Doran — Kael, Skeletom, Hound, Doomgazer, Devon, Toofbreaker
- Julie Lemieux — Hammerscab, The Toe
- Linda Ballantyne — Wargrunt
- Rob Tinkler — Borb

## Sugárzás
A sorozat először a Disney XD-n jelent meg az Amerikai Egyesült Államokban 2016. július 5₋én. Délkelet-Ázsiában 2017. február 25-től vetítették, míg Tajvanban valamint  Latin Amerikában ismeretlen időpontban került műsorra. Ausztráliában 2016. október 15-én az  ABC Me kezdte vetíteni. Franciaországban a Canal J tűzte műsorára 2017. március 18-án. Az Egyesült Királyságban a CITV-n 2017.  április 3-tól lehetett nézni. Németországban a Super RTL-en keresztül volt fogható. A Netflix streaming szolgáltatón keresztül 2017. április 21. óta lehet megnézni.

## Külső hivatkozások
- Hivatalos weboldal
- Fangbone! a Netflixen Archiválva 2020. december 16-i dátummal a Wayback Machine-ben
- Fight For Your Heart Music Video